# Jeremy Zag
Jeremy Zag (24 marzo 1985) è un produttore cinematografico, imprenditore e compositore francese.
Zag è fondatore e CEO della ZAG Entertainment, uno studio specializzato nell'intrattenimento per tutta la famiglia. Le sue divisioni includono compagnie di produzione e studi di animazione, locati in Europa, Stati Uniti e Asia, che sviluppano serie tv, film e giochi.
Zag è anche il presidente della Federazione mondiale internazionale Karate-Do Shotokan-Ryu Kase Ha nella sezione di Los Angeles, California.

## Carriera
Nel 2009, co-fonda la Zagtoon, che da allora ha prodotto vari show, tra cui Miraculous - Le storie di Ladybug e Chat Noir, Sammy and Co e Popples assieme a vari partner come Disney Channel, TF1, Toei Animation, Nickelodeon, Lagardere, Method Animation, Bandai, eOne, Saban Brands, e Man of Action Studios.
Nel 2014, co-fonda anche gli ZAG Animation Studios con Haim Saban, Chris Columbus e Michael Barnathan al fine di sviluppare, produrre e distribuire globalmente film d'animazione 3D e a tecnica mista per tutta la famiglia a partire dal 2017.
Nel 2015, vince il Premio per lo studio di miglior successo dell'anno, indetto dall'Animation Magazine.

## Filmografia

### Produttore

#### Serie tv
- Rosie (2009) (Due stagioni da 104x1" e 78x5", in co-produzione con 2 minutes, distribuito da Gulli e AB in Francia)[12]
- Kobushi (2011) (104x7", in co-produzione con Gulli e AB production, distribuito da Gulli)
- Sammy & Co (2014) (52x11", in co-produzione con Nexus Factory, StudioCanal and nWave Pictures, distribuito da M6)[13][14]
- Popples (2015) (52 episodi, in co-produzione con American Greetings and Method Animation, distribuito da Gulli and Netflix)[8][15]
- Miraculous Ladybug (2015) (in co-produzione con Toei, Method Animation, e SAMG Animation, distribuito da TF1, Disney Channel e Nickelodeon)[2][16]
- Zak Storm (2017) (39x22", in co-produzione con Man of Action, Method Animation, and SAMG Animation)[17][6][18]
- Denver & Cliff (2017) (52x11")
- Power Players (2018) (52x11")
- Kosmik Wrestle (2019) (78x11")
- Pixie Girl (2019) (78x11")
- Ghostforce (2019) (78x11")
- Miss Rose (2019)
- Gayajin (2020) (78x11")
- Superstar (2020) (78 episodi)
- Legendz (2020)
- Tales of Feryon (2020) (39x22")
- Miraculous World: New York - Eroi Uniti (Miraculous World: New York, les Héros Unis) - episodio speciale (2020)
- Miraculous World: Shanghai - La leggenda di Ladydragon (Miraculous World: Shanghai, la Légende de Ladydragon) - episodio speciale (2021)

#### Film
- Balloons
- Choco
- Melody (2017)
- Adventure Park (2019)
- Abominable (2020)

### Regista
- Miraculous - Le storie di Ladybug e Chat Noir (Miraculous: Les aventures de Ladybug et Chat Noir) - serie TV, 131 episodi (2015 - in corso)
- Melody (2019) (in co-direzione con Chris Columbus)[7]
- Miraculous - Le storie di Ladybug e Chat Noir: Il film (2023)

### Sceneggiatore
- Miraculous - Le storie di Ladybug e Chat Noir: Il film (2023)

### Compositore
- Kobushi (2011) (104x7)
- Miraculous Ladybug (2015)